# Тупик 9 км
Тупик 9 км — посёлок в Зубово-Полянском районе Мордовии России. Входит в состав Анаевского сельского поселения.

## География
Населённый пункт расположен у железнодорожного разъезда 9 км. железнодорожной ветки Кустарёвка — Вернадовка Московско-Рязанского отделения Московской железной дороги.

## История
Населённый пункт появился при строительстве железной дороги. В селении жили семьи тех, кто обслуживал железнодорожную инфраструктуру.

## Население
| 2002 | 2010 |
| ---- | ---- |
| 46   | ↘8   |

Национальный состав
Согласно результатам Всероссийской переписи населения 2002 года, в национальной структуре населения русские составляли 55 %, мордва-мокша — 41 %.

## Инфраструктура
Путевое хозяйство Московской железной дороги. Действует остановочный пункт 9 км.

## Транспорт
Железнодорожный транспорт.